# JKL
JKL Group var ett svenskt konsultbolag, grundat 1985, inom PR och strategisk kommunikation. 2017 valde dess ägare Publicis Groupe att slå samman JKL med den tyska byrån CNC. Året därpå slogs man samman med den amerikanska byrån Kekst. I Sverige hette bolaget fortsatt JKL fram till 2021 då även den svenska grenen bytte namn till Kekst CNC.
JKL hade drygt hundra medarbetare fördelat över huvudkontoret i Stockholm och övriga kontor i Göteborg, Oslo, Köpenhamn, Helsingfors och Bryssel. Bolaget fick under 2007 uppmärksamhet efter att ha rekryterat den förre statsministern Göran Persson som rådgivare. JKL uppmärksammades vidare för sin intensiva kampanj för att försöka få Försvarets Materielverk att beställa pansarfordon från vapentillverkaren BAE Systems.
I november 2013 avslöjade Göteborgs-Posten att JKL anlitats som konsulter för krishantering i samband med att kommunala bolag och en förvaltning hade anlitat pr-byråer för 420 000 kronor i samband med ett program där Uppdrag gransknings granskade bolagens närvaro vid Fastighetsmässan i Cannes. De råd som JKL givit kunde enligt programmet Medierna sammanfattas med "fördröj, distansera och minimalisera" och att "aldrig svara i telefon medan granskning pågår" samt att eposta svar sent på kvällen för att försöka spräcka reportrarnas tidsgräns.

## Samarbete med högskolor och universitet
Företaget är en av medlemmarna, benämnda Partners, i Handelshögskolan i Stockholms partnerprogram för företag som bidrar finansiellt till högskolan och nära samarbetar med den vad gäller forskning och utbildning.